# Comunitat d'aglomeració Marne i Gondoire
La Comunitat d'aglomeració Marne i Gondoire (en francès: Communauté d'agglomération Marne et Gondoire) és una Comunitat d'aglomeració del departament de Sena i Marne, a la regió de l'Illa de França.
Creada al 2001, està formada per 20 municipis i la seu es troba a Bussy-Saint-Martin.

## Municipis
1. Bussy-Saint-Georges
2. Bussy-Saint-Martin
3. Carnetin
4. Chalifert
5. Chanteloup-en-Brie
6. Collégien
7. Conches-sur-Gondoire
8. Dampmart
9. Ferrières-en-Brie
10. Gouvernes
11. Guermantes
12. Jablines
13. Jossigny
14. Lagny-sur-Marne
15. Lesches
16. Montévrain
17. Pomponne
18. Pontcarré
19. Saint-Thibault-des-Vignes
20. Thorigny-sur-Marne